# BRT Metropolitano de Belém
O BRT Metropolitano de Belém, também conhecido por Sistema Troncal de Ônibus da Região Metropolitana de Belém, será um futuro sistema de transporte em massa de passageiros implantado na Região Metropolitana de Belém (RMB) e uma prolongação do já existente BRT Belém. A obra teve como primeira contratada a empresa de engenharia Odebrecht (atual OEC), com um orçamento total de R$ 384.607.698,55 e que tem 78% desse valor financiado pela Agência de Cooperação Internacional do Japão. Contudo, o contrato com a primeira empresa foi rescindido em agosto de 2021, devido ao atraso da empreiteira no cronograma de obras definido pelo Governo do Estado do Pará.

## História
O BRT na região metropolitana é a terceira de três fases do "Ação Metrópole", um programa criado pelo governo estadual desde 1990 para remodelar o gerenciamento e o fluxo de trânsito em Belém, uma vez que a mesma vinha em crescimento acelerado em direção à RMB.
As três fases são as seguintes:
- 1ª fase: Elevados "Gunnar Vingren", entre as avenidas Júlio Cézar e Centenário e "Daniel Berg", entre as avenidas Júlio Cézar e Pedro Álvares Cabral; prolongamento da Avenida Independência (da Avenida Augusto Montenegro até a Rodovia BR-316) e a recuperação da Rodovia Arthur Bernardes.
- 2ª fase: Prolongamento da avenida João Paulo II, da passagem Mariano, no entroncamento de Belém até a avenida Mário Covas, no trecho do Elevado do Coqueiro.
- 3ª fase: implantação do BRT Metropolitano, partindo do entroncamento e indo até Marituba e do Sistema Troncal de Ônibus da Região Metropolitana, para gerenciar o serviço de transporte público da região.

Apesar do Ação Metrópole ser antigo e da ideia dessa integração também, apenas em 2013 o projeto começou a ganhar forma, quando o Governo do estado do Pará, à época comandado por Simão Jatene, através do Núcleo de Gerenciamento de Transporte Metropolitano (NGTM) e do programa Ação Metrópole, iniciaram estudos de viabilidade para a implantação do sistema BRT na rodovia BR-316 e pensando também na requalificação da via, a fim de mitigar os constantes congestionamentos e alagamentos que a via passava, ora por ser a única via de acesso a capital paraense, ora por não possuir um sistema de drenagem eficiente que escoasse as águas do intenso inverso amazônico.
Entretanto, com projetos e financiamentos prontos ainda em 2014, não foi possível iniciar as obras no mesmo ano, uma vez que a rodovia era de responsabilidade federal e todas as obras na via deveriam ficar a cargo do Departamento Nacional de Infraestrutura de Transportes, o DNIT. Apenas em 2016, o então presidente da República Michel Temer, assinou a cessão dos 18 primeiros quilômetros da rodovia federal, passando-os para a administração do governo estadual, que então poderia dar início as licitações e às obras.

## Início das obras e prazos
O contrato para o início das obras foi assinado pela gestão Jatene em 24 de setembro de 2018, porém, o começo efetivo das obras foi em 15 de janeiro de 2019, em um dos primeiros atos da nova gestão estadual, comandada por Helder Barbalho. A previsão inicial era que a obra teria duração de 19 meses, com o começo em janeiro de 2019 e o fim em agosto de 2020. Todavia, em janeiro de 2020, com um ano decorrido do início dos trabalhos, apenas 9% de todo o planejado havia sido concluído, o que levou o governo do estado a estender o prazo do projeto em mais um ano, agora com previsão para agosto de 2021.
- Pandemia do Coronavirus (Covid-19):

Com a declaração de Pandemia de COVID-19 pela Organização Mundial da Saúde (OMS) em março de 2020 e a necessidade de distanciamento social, muitas atividades que possuiam aglomeração em seu cotidiano tiveram ou que ser paradas ou adaptadas, se fossem serviços essenciais (como saúde e obras públicas). Com as obras de requalificação da BR-316 não foi diferente. Apesar de não ter sido completamente interrompida durante o auge da pandemia, a obra teve uma diminuição significativa em seu ritmo, o que provocou mais atrasos e um novo prazo para a conclusão dos serviços. Em entrevista durante uma visita técnica aos canteiros, o governador Helder Barbalho previa a entrega do centro de operações em março de 2021, enquanto viadutos e terminal de integração estariam concluídos em junho do mesmo ano - e a obra toda entregue e até o final de 2021.
- Mudança de Construtora:

Entretanto, os planos do governo estadual foram alterados uma vez mais. Em agosto de 2021, o Governo do Estado rescindiu o contrato com a Odebrecht (atual OEC). A justificativa seria que a construtora não deu o devido ritmo às obras, com isso, atrasando o cronograma. Então, segunda colocada na licitação internacional foi convocada e em outubro reassumiu as obras. A previsão de conclusão foi novamente alterado, agora para dezembro de 2022.

## O projeto
O projeto de requalificação da BR-316, a única via de entrada e saída de Belém, cruza a própria capital do estado, Ananindeua e Marituba somando 10,8 quilômetros de extensão. O intuito do governo do estado do Pará é otimizar a mobilidade interna aliada à necessidade de um sistema eficiente de transporte público por ônibus, há anos demandado pela população local. Atualmente o transporte na rodovia é fortemente prejudicado pelo aumento no fluxo de transporte e o alto incremento de veículos na frota do estado, além de péssimas condições de preservação viária.
O projeto prevê a construção de três faixas de rolamento e pavimento flexível nos dois sentidos, uma faixa em cada sentido exclusiva para o BRT (Bus Rapid Transit), feitas em pavimento rígido, duas ciclovias arborizadas, sendo uma em cada sentido, duas largas calçadas para circulação de pedestres com 2,5 metros de largura, faixa de piso tátil, rampas de acessibilidade e um novo mobiliário urbano e instalação de uma nova iluminação de LED para a rodovia, que agora será requalificada como avenida.
Também serão instalados 13 conjuntos de estações de passageiros e 13 novas passarelas de pedestres ao longo do canteiro central, além do Centro de Controle Operacional (CCO), quatro túneis de acesso subterrâneo aos terminais – Marituba e Ananindeua – e o viaduto de Ananindeua.

Além da requalificação, haverá a implantação do sistema troncal de ônibus, que vai reordenar o trânsito dos coletivos entre Região Metropolitana e a capital. Na prática, o tempo de viagem se torna menor e mais seguro, e ainda reduz o tráfego no principal corredor de entrada e saída de Belém, proporcionando maior qualidade de vida à população. O sistema vai disponibilizar serviço de transporte público que atenderá a uma população de cerca de 2,5 milhões de pessoas.

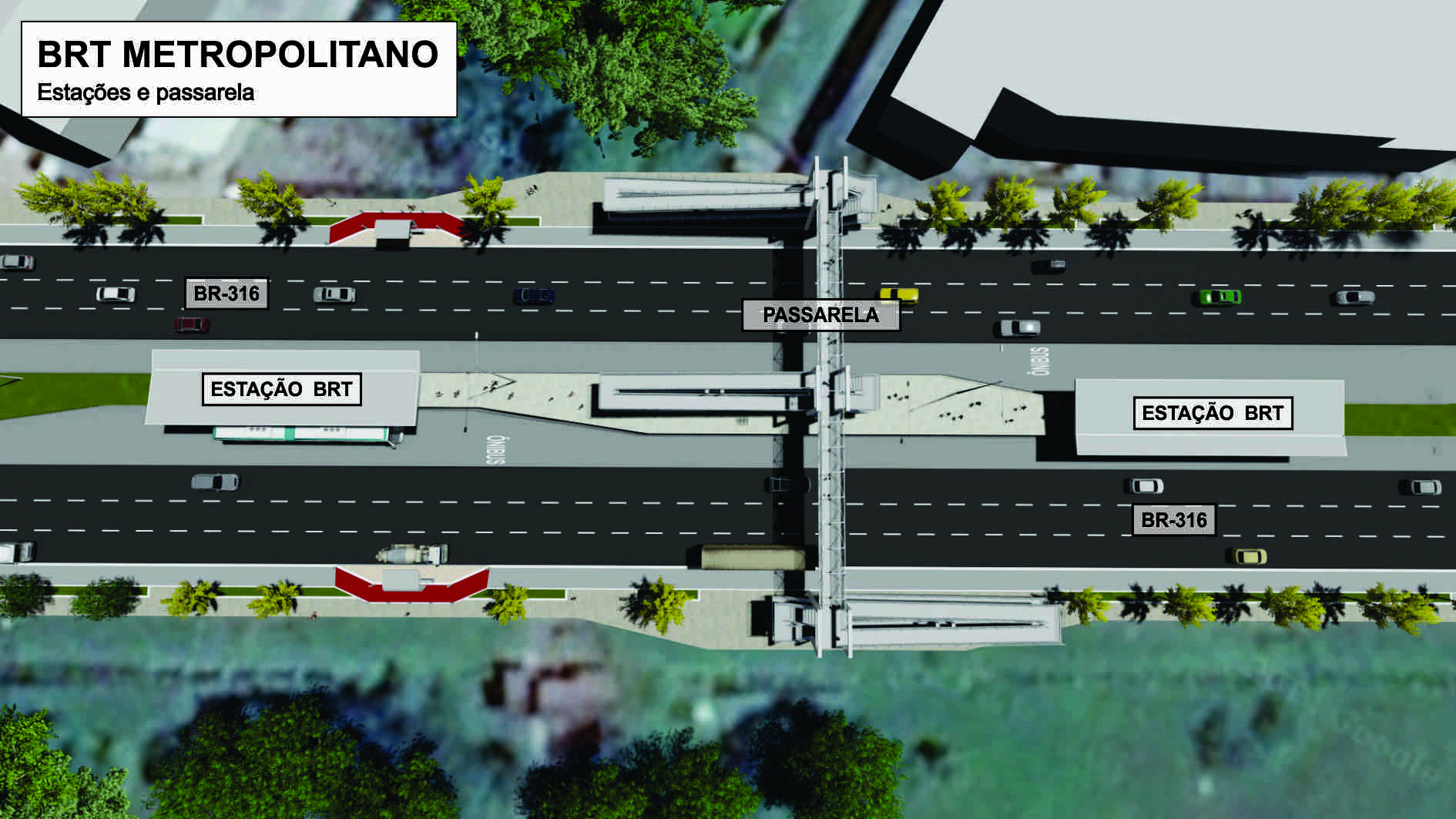
Projeto estação de passageiros com acesso via passarela
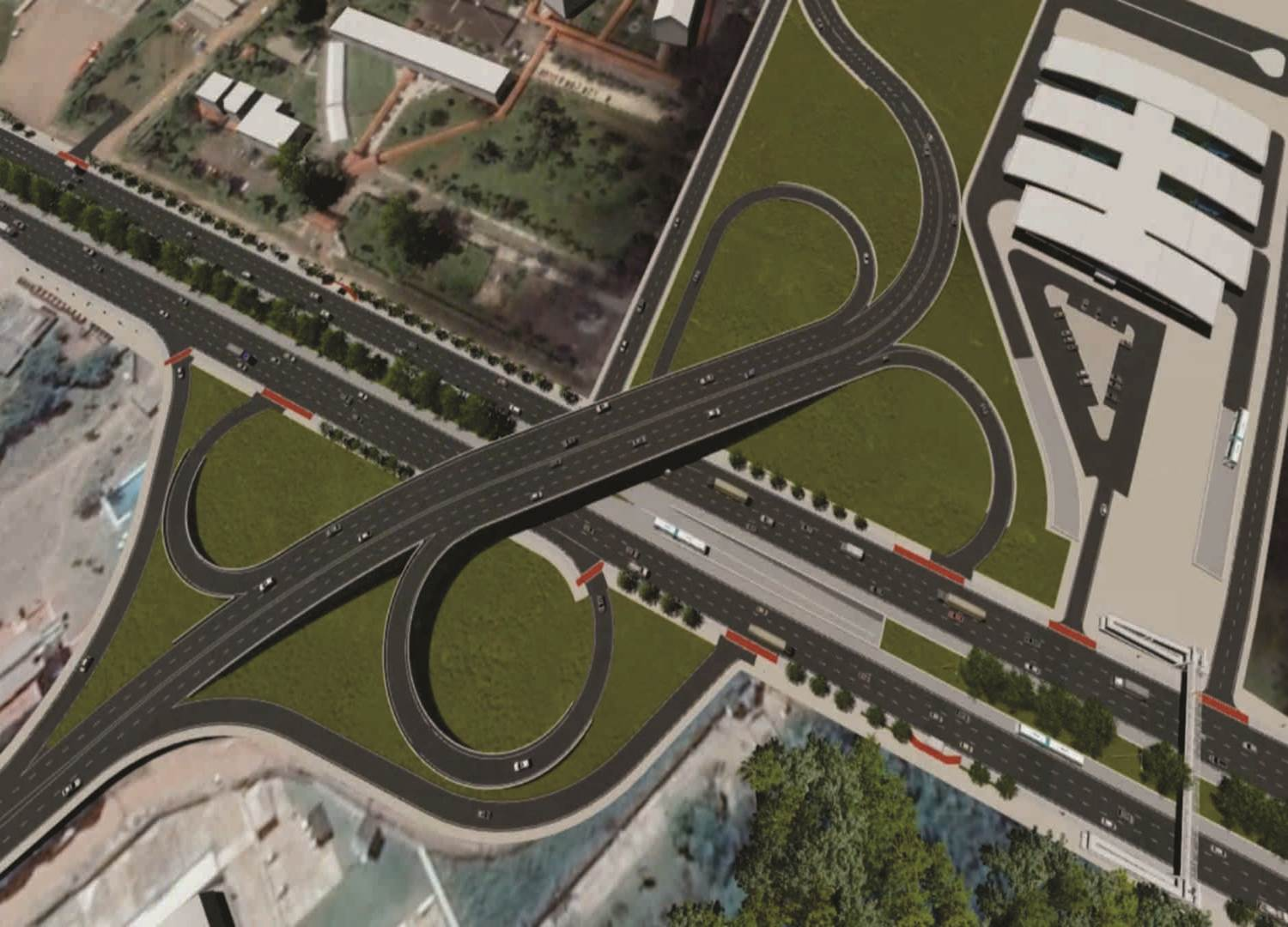
Projeto do Elevado de 4 pétalas "Ananin"
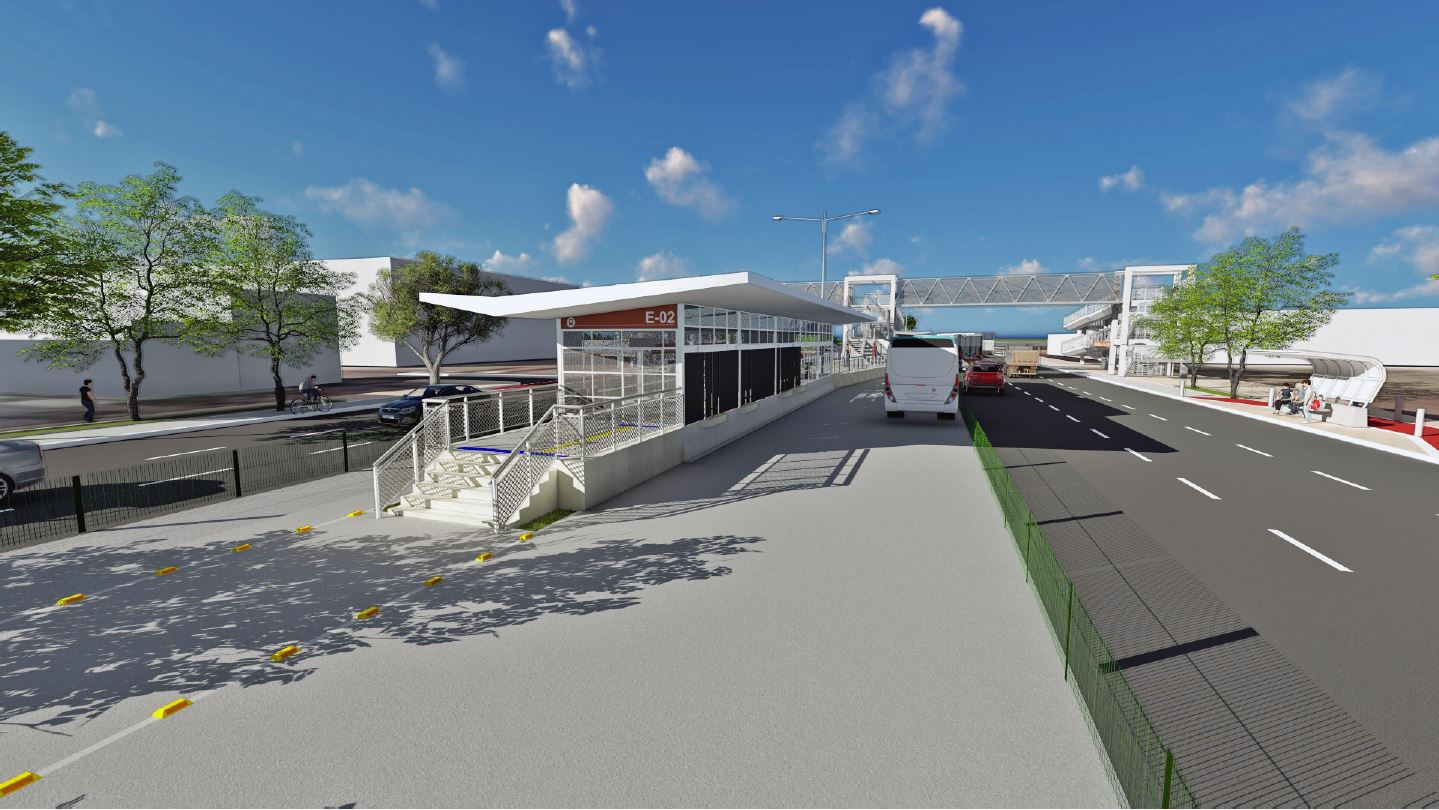
Projeto de estação de passageiros

### Linhas
O Sistema Integrado de Transporte Metropolitano (SIT-Metropolitano) contará com três tipos de linhas a operar, que serão:
- Troncal Expressa: saindo dos terminais e parando apenas nos próprios terminais, na estação E-01 (Castanheira Shopping) ou na Estação Tavares Bastos (BRT Belém), Estação Bosque, Estação Humaitá, Terminal São Brás e a destino pelos corredores José Malcher ou Conselheiro.
- Troncal Paradora: sairão dos terminais e pararão em todas as estações da BR-316 até o Terminal de São Brás.
- Alimentadora: sairão dos Terminais em direção aos bairros de Ananindeua, Marituba e Benevides.

A listagem das linhas, conforme apresentado na Audiência Pública de março/2023, esta abaixo:
| ID   | Nome da linha                       | Tipo de serviço  | Área de Operação |
| ---- | ----------------------------------- | ---------------- | ---------------- |
| A101 | T. Ananindeua - Ver-o-Peso          | Troncal Expressa | Ananindeua       |
| A102 | T. Ananindeua - Praça da Bandeira   | Troncal Expressa | Ananindeua       |
| A103 | T. Ananindeua - São Brás            | Troncal Paradora | Ananindeua       |
| A201 | T. Ananindeua - Verdejantes         | Alimentadora     | Ananindeua       |
| A202 | T. Ananindeua - Olga Benário        | Alimentadora     | Ananindeua       |
| A203 | T. Ananindeua - Júlia Seffer        | Alimentadora     | Ananindeua       |
| A204 | T. Ananindeua - Águas Brancas       | Alimentadora     | Ananindeua       |
| A205 | T. Ananindeua - Aurá                | Alimentadora     | Ananindeua       |
| A206 | T. Ananindeua - Floresta Park       | Alimentadora     | Ananindeua       |
| A207 | T. Ananindeua - Cidade Nova 8       | Alimentadora     | Ananindeua       |
| A208 | T. Ananindeua - PAAR                | Alimentadora     | Ananindeua       |
| A209 | T. Ananindeua - Curuçambá           | Alimentadora     | Ananindeua       |
| A210 | T. Ananindeua - Distrito Industrial | Alimentadora     | Ananindeua       |

| ID   | Nome da linha                        | Tipo de serviço  | Área de Operação |
| ---- | ------------------------------------ | ---------------- | ---------------- |
| M101 | T. Marituba - Ver-o-Peso             | Troncal Expressa | Marituba         |
| M102 | T. Marituba - Praça da Bandeira      | Troncal Expressa | Marituba         |
| M103 | T. Marituba - São Brás               | Troncal Paradora | Marituba         |
| M201 | T. Marituba - Umaris                 | Alimentadora     | Marituba         |
| M202 | T. Marituba - Albatroz               | Alimentadora     | Marituba         |
| M203 | T. Marituba - Decouville             | Alimentadora     | Marituba         |
| M204 | T. Marituba - Beija-Flor/Santa Clara | Alimentadora     | Marituba         |
| M205 | T. Marituba - Don Aristides          | Alimentadora     | Marituba         |
| M206 | T. Marituba - União/Cerâmica         | Alimentadora     | Marituba         |
| M207 | T. Marituba - Almir Gabriel          | Alimentadora     | Marituba         |
| M208 | T. Marituba - Canaã                  | Alimentadora     | Marituba         |
| M209 | T. Marituba - Murinin                | Alimentadora     | Benevides        |
| M210 | T. Marituba - Benevides/Madre Tereza | Alimentadora     | Benevides        |
| M211 | T. Marituba - Benevides/Cajueiro     | Alimentadora     | Benevides        |
| M212 | T. Marituba - Viver Melhor Marituba  | Alimentadora     | Marituba         |

| Bus station |  | Urban head station |

|  |  | Unknown route-map component "uTUNNEL2" |

|  |  | Urban station on track |

|  |  | Urban station on track |

|  |  | Urban station on track |

|  |  | Urban station on track |

|  |  | Unknown route-map component "uSKRZ-G4u" |

|  |  | Unknown route-map component "uTUNNEL2" |

| Bus station |  | Urban station on track |

|  |  | Unknown route-map component "uTUNNEL2" |

|  |  | Urban station on track |

|  |  | Urban station on track |

|  |  | Urban station on track |

|  |  | Urban station on track |

|  |  | Unknown route-map component "uSKRZ-G4u" |

|  |  | Urban station on track |

|  |  | Urban station on track |

|  |  | Urban station on track |

|  |  | Urban station on track |

|  |  | Urban station on track |

|  |  | Unknown route-map component "uSKRZ-G4u" |

|  |  | Unknown route-map component "uABZgr+r" |